# 荒木直之
荒木 直之（あらき なおゆき、1993年2月20日 - ）は、日本の自動車会社のカーデザイナー。TBS『SASUKE』の常連選手で、SASUKE新世代より若い世代の実力者を総称する「森本世代」の1人。

## 来歴
慶應義塾大学理工学部3年生のときに『SASUKE RISING 2013』第29回大会に予選会1位通過で初出場。大学卒業後、同大学院理工学研究科修士課程修了。大学院在学中に『SASUKE2016』第32回大会に出場した。大学院修了後は、自動車会社にカーデザイナーとして就職。『SASUKE』では第35回大会から出場を続け、第36回で自身初の1st STAGEクリアをし、3rd STAGEまで進出した。
2023年3月、結婚。

## 人物
- 『SASUKE』は、両親が『筋肉番付』を観ていた影響があってか物心ついた時には既に観ている状態だった。出場可能な中学生の時代から出場を目論んでいたわけではないが、同年代で既に本戦に出場していた森本裕介や多田竜也の活躍を見て、「同い年でこんな頑張っている人がいるんだ」と、少なからず影響は受けていた。
- 桐朋小学校時代に習い事で水泳、桐朋中学校・高等学校では、練習後の体育館でロープ登りをやるために体操部に所属。慶應義塾大学では山岳部に所属。荒木と同じ「森本世代」の1人に称される山本桂太朗は、同大学山岳部の1つ先輩である。

## エピソード
中学3年時に、第20回記念大会に中学生枠で応募し本選出場の電話があったが、収録日に都合が合わず出場できなかった。以降も応募を続け、第29回大会開催時に出場への切符を懸けて総勢161人が参加した予選会を1位で通過し念願の初出場。第36回大会では3rd STAGEに進出した。また日本版以外にベトナム版の大会に出場し、完全制覇まであと3mまで迫った経験がある。

## SASUKEでの戦歴

### 大会ごとの戦歴

#### 第29回大会
慶応義塾大学理工学部3年生の時に初出場。大会に先駆けて行われた大予選会を述べ161人の参加者から第1位で通過。本選は1stステージの新第3エリア・ヘッジホッグでリタイア（ゼッケン92、全カット）。

#### 第32回大会
大学院に進学して出場。1stの新第5エリア・ダブルペンダラムでサンドバックへの飛び移りに失敗（ゼッケン72、事前番組ダイジェスト）。

#### 第35回大会～第37回大会
第35回はカーデザイナーに就職して出場。新第5エリアのドラゴングライダーまで到達するも、トランポリンの踏み込みに失敗し、バーに届かず落下（ゼッケン67、ダイジェスト及びParaviオリジナル版）。
第36回は自身の挑戦前まで1stのクリア者がいない状況の中、前回阻まれたトランポリンの特訓に励んだ成果を発揮しドラゴングライダーを突破。そのまま4秒94残しで同大会初の1stクリア。続く初挑戦の2ndも無難にクリア。3rdではウルトラクレイジークリフハンガーまで到達し、1回目の飛び移りに成功するも、上下動する2回目の飛び移りに失敗しリタイア（ゼッケン63）。
第37回は1stで逆回転のポールが増え、マイナーリニューアルが施されたフィッシュボーンで逆回転ゾーンに突入した瞬間バランスを崩しリタイア（ゼッケン57、ダイジェスト及びParaviオリジナル版）。

#### 第38回大会～第42回大会
第38回は前回阻まれたフィッシュボーンへのリベンジを果たし、2大会ぶりの1stクリア。2ndでは前回大会で雨により使用が見送られた新第1エリアのローリングログで、身体が振られた影響で中腹で回転が止まり大幅にタイムロス。その後体力を消耗した影響からバックストリームで苦戦。何とか出口に辿り着くも、リバースコンベアに突入した時点でタイムアップ。最後はコンベアに流されたまま池に落水した（ゼッケン82、ダイジェスト及びParaviオリジナル版）。
第39回では降雨の悪条件で挑戦。2連そり立つ壁まで到達するも、2つ目の壁に阻まれタイムアップ。競技後、一度だけそり立つ壁に再挑戦し、頂上に手が届いた（ゼッケン86、Paraviオリジナル版）。
第40回では1stを4.89秒残し前回のリベンジを果たすクリア。2ndを4.88秒残しでクリアし、4大会ぶりに3rdへ進出。3rdではクリフディメンションで1回目の飛び移りには成功したが、2回目では完全に突起を掴みきれずリタイア（ゼッケン3974、全ステージダイジェスト）。
第41回では大会前に結婚を発表。1stを12.9秒残し、2ndを17.46秒残しという前回を大きく上回る好タイムでクリア。3rdではサイドワインダーの3本目への移行時に飛ぶ方向が右にずれて落下しリタイア（ゼッケン79）。本大会の3rd挑戦者の中では唯一クリフディメンションに到達出来なかった。
10回目の出場となった第42回は1stを危なげなく17.32秒残しでクリア。2ndは降雨の悪条件の中で挑戦。直前の4選手がリタイアする悪い流れが続いていたが、11.54秒残しでクリア。クリア後は鬼気迫る形相で「行けるぞ、大丈夫！」と雄叫びを上げた。荒木のクリアを契機に、後の選手は全員2ndクリアを果たした。3大会連続の挑戦となった3rdはクリフディメンションの2→3本目の飛び移りで飛距離が出ずに落水（ゼッケン76）。

### 大会別成績
| 大会       | ゼッケン | STAGE | 記録                             | 備考                                                 |
| ---------- | -------- | ----- | -------------------------------- | ---------------------------------------------------- |
| 第29回大会 | 92       | 1st   | ヘッジホッグ                     | 全カット                                             |
| 第32回大会 | 72       | 1st   | ダブルペンダラム                 | サンドバックへの飛び移り失敗、事前番組ダイジェスト。 |
| 第35回大会 | 67       | 1st   | ドラゴングライダー               | トランポリンの踏み込みに失敗、ダイジェスト           |
| 第36回大会 | 63       | 3rd   | ウルトラクレイジークリフハンガー | 2→3本目                                              |
| 第37回大会 | 57       | 1st   | フィッシュボーン改               | 4→5本目、ダイジェスト                                |
| 第38回大会 | 82       | 2nd   | リバースコンベアー               | 突入前にタイムアップ、ダイジェスト                   |
| 第39回大会 | 86       | 1st   | 2連そり立つ壁                    | 2つ目の壁でタイムアップ、全カット                    |
| 第40回大会 | 3974     | 3rd   | クリフディメンション             | 2→3本目、ダイジェスト                                |
| 第41回大会 | 79       | 3rd   | サイドワインダー                 | 2→3本目                                              |
| 第42回大会 | 76       | 3rd   | クリフディメンション             | 2→3本目                                              |

### 通算成績
| 出場数 | 2nd進出 | 3rd進出 | FINAL進出 | 最優秀成績 |
| ------ | ------- | ------- | --------- | ---------- |
| 10回   | 5回     | 4回     | 0回       | 0回        |

### テーマ曲
専用のBGMがテーマソングとして存在する
| 曲名                   | 出典                      | 初登場回 | 備考          |
| ---------------------- | ------------------------- | -------- | ------------- |
| コア・ファイターと共に | ガンダム Ｇのレコンギスタ | 第36回   |               |
| みなぎる力             | 僕のヒーローアカデミア    | 第36回   | 2nd,3rdテーマ |
| ULTRAMAN               | ULTRAMAN                  | 第41回   |               |

- 2024年 第42回大会終了時点

### 動画
1. 1 2   (日本語) 【新企画】選手深堀！荒木直之ってどんな人～？ 2022年7月6日閲覧。
2. ↑   (日本語) 【SASUKE37回大会直前】猿ヶ京合トレ～2nd・3rd編～ 2022年7月6日閲覧。
3. ↑  SASUKE Ninja Warrior【TBS公式】SASUKEチャンネル (2022-08-25), 【次世代】森本世代のライジングスター登場！ 2024年10月26日閲覧。
4. ↑   (日本語) 【超貴重1/2】カーデザイナー荒木直之が挑戦したベトナム版SASUKEを大公開‼️ 2022年11月29日閲覧。
5. ↑   (日本語) 【超貴重2/2】いよいよSTAGE3に挑む荒木直之！ベトナム版SASUKEで完全制覇なるか⁉️ 2022年11月29日閲覧。
6. ↑   (日本語) 【戦士の言霊】「人生の根幹にSASUKE」カーデザイナー 荒木直之【SASUKE40回記念大会への誓い】 2022年11月29日閲覧。